# هافدان هانسن
هافدان هانسن (بالنرويجية البوكمول: Halfdan Hansen)‏ هو متسابق يخت نرويجي، ولد في 16 أكتوبر 1883 في أوسلو في النرويج، وتوفي في 1 أبريل 1953.

## وصلات خارجية
- هافدان هانسن على موقع اللجنة الأولمبية الدولية (الإنجليزية)
- هافدان هانسن على موقع أوليمبيديا (الإنجليزية)